# Тріхт
Тріхт (нід. Tricht) — село в нідерландській провінції Гелдерланд. Входить до муніципалітету Вест-Бетюве. Перша згадка про населений пункт датується 1108-им роком.
25 червня 1967 року територією села пройшов торнадо, який зруйнував до третини будинків і забрав життя п'яти мешканців.

## Галерея

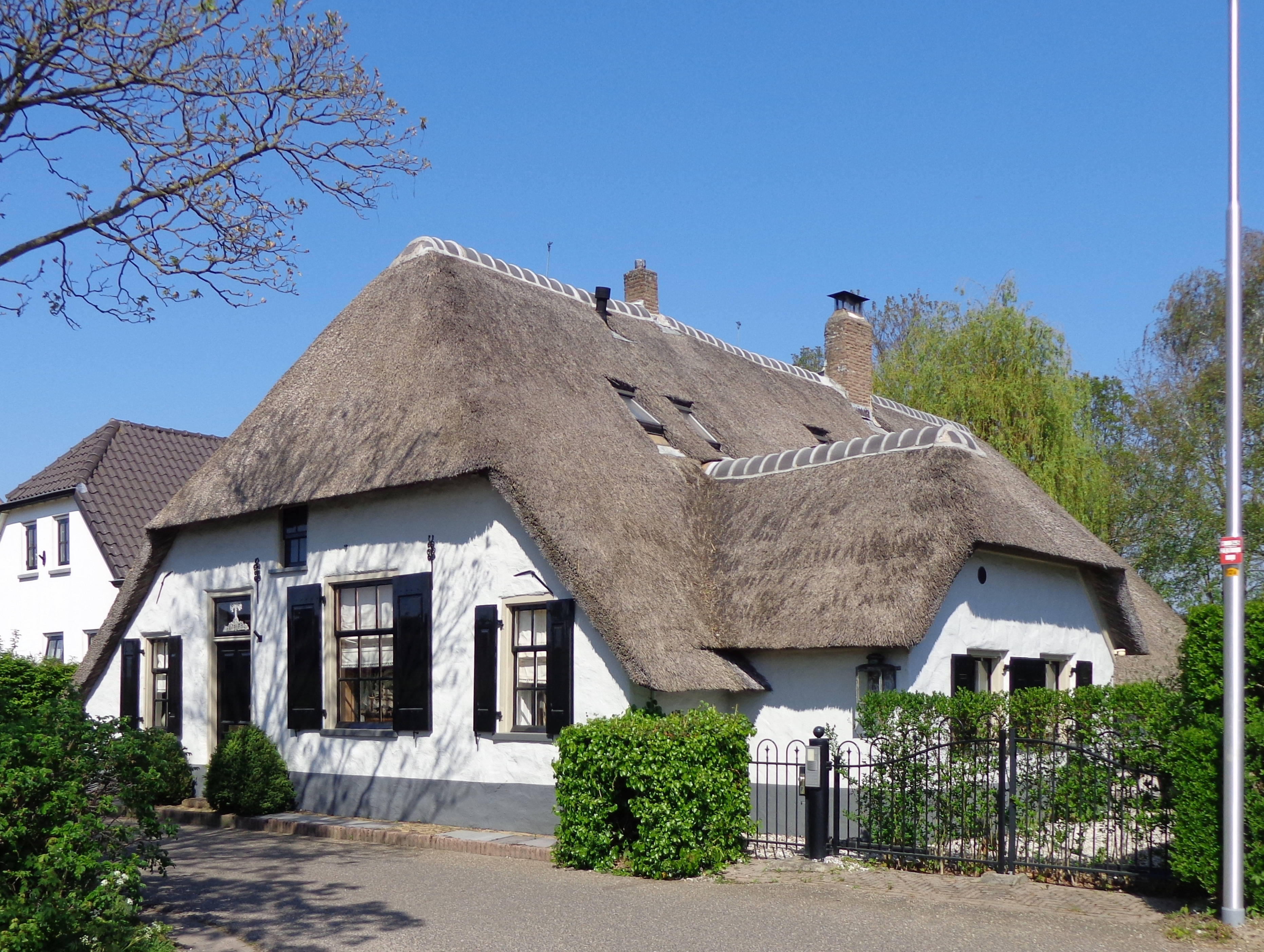
Ферма
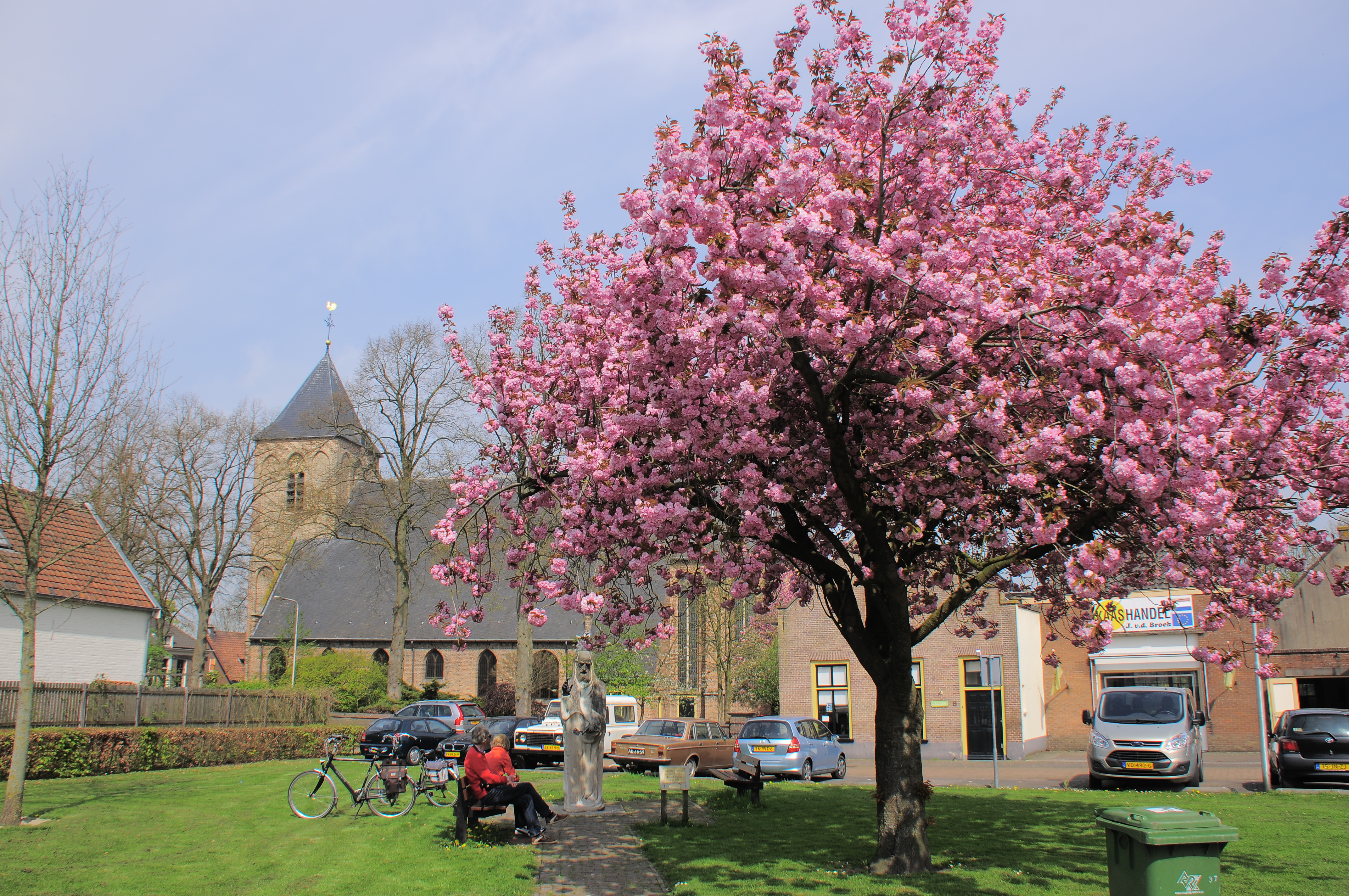
Квітучі дерева
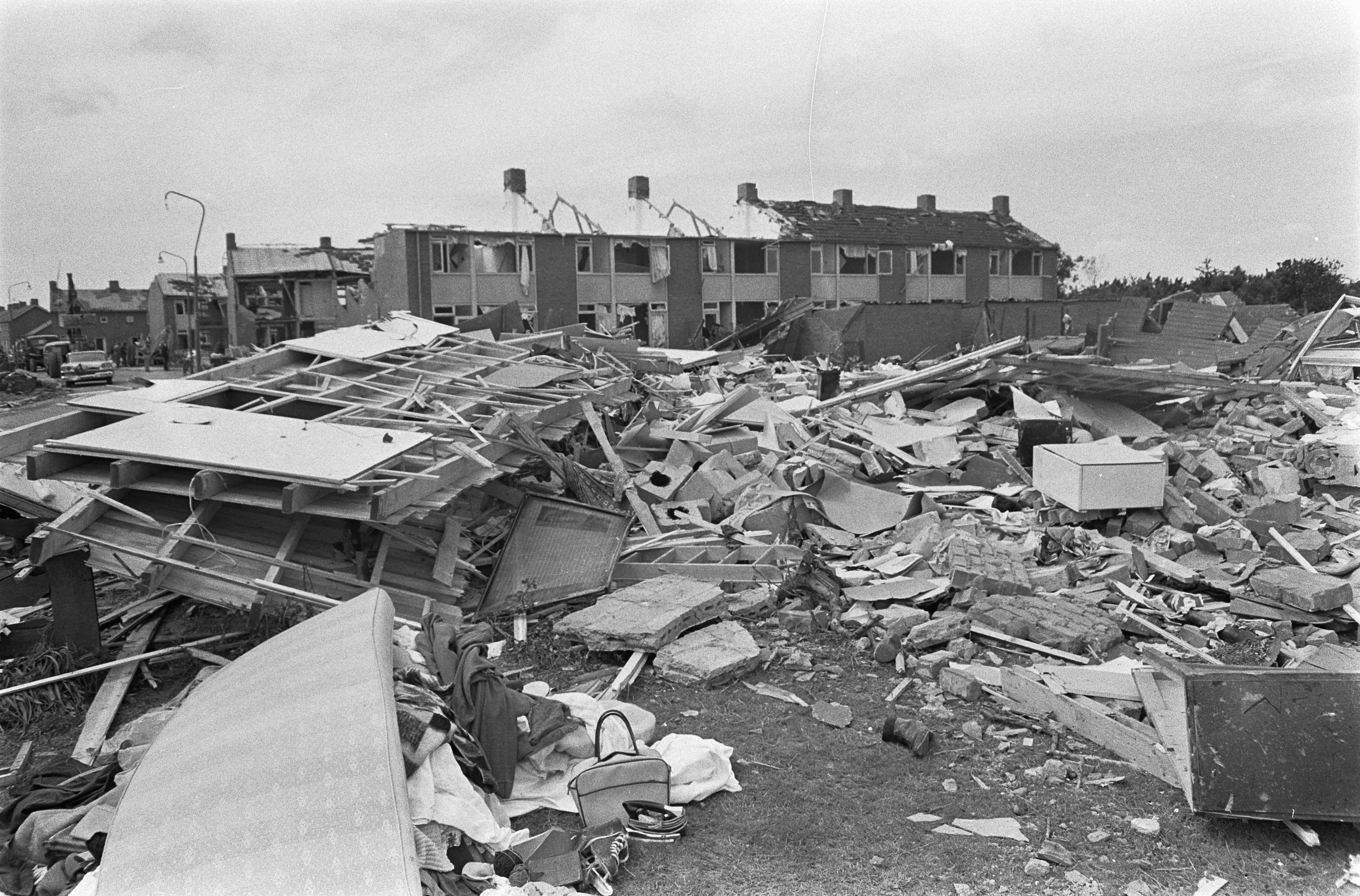
Наслідки торнадо
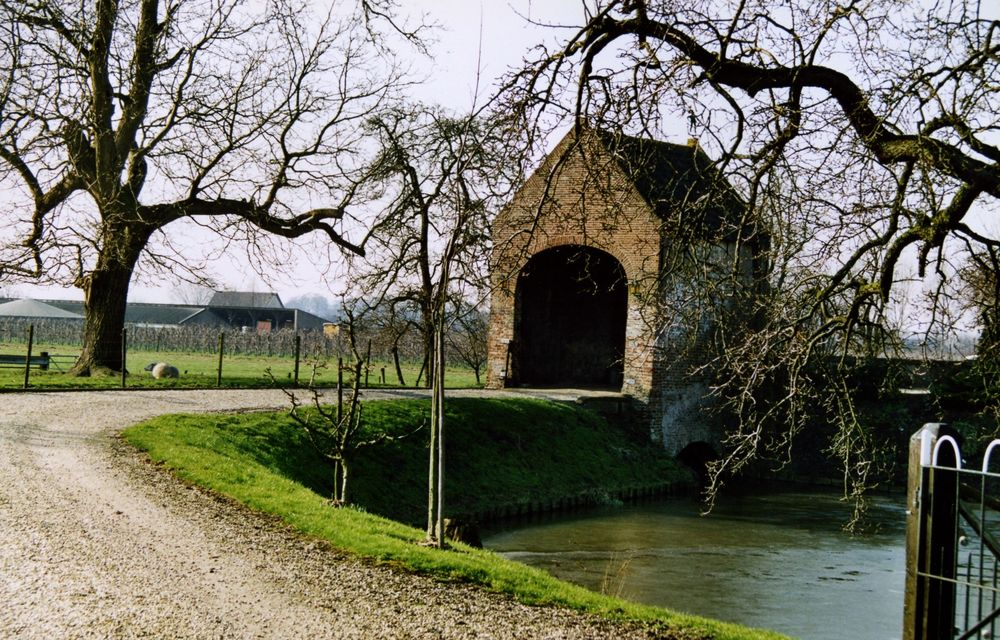
Брама